# Koibatek
Koibatek är ett av Kenyas 71 administrativa distrikt, och ligger i provinsen Rift Valley. År 1999 hade distriktet 138 163 invånare. Huvudorten är Eldama Ravine.